# 索諾木袞布
索诺木衮布（18世纪—1769年），卫拉特蒙古杜尔伯特部第二任汗，绰罗斯氏。杜尔伯特台吉固哩达什之孙，特固斯库鲁克达赖汗车凌长子。
乾隆二十三年（1758年）车凌病逝，清高宗令索诺木衮布袭汗爵，兼盟长。同年夏，他因为得病往库伦拜谒哲布尊丹巴呼图克图，请诵经庇佑。次年，迁徙游牧於乌兰古木（今蒙古国境内乌兰固木），把额尔齐斯河之地给乌梁海。乾隆三十四年（1769年）卒，其子瑪克蘇爾札布袭爵。